# Internationale Jänner Rallye 2013

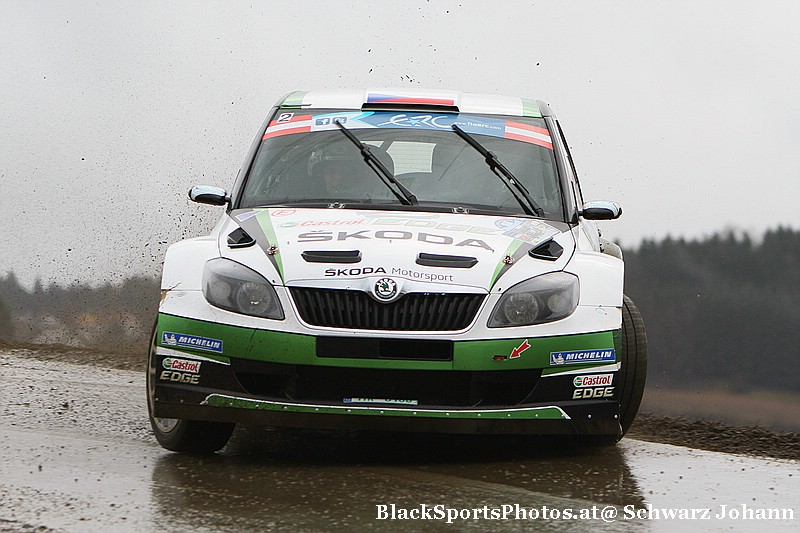
Jan Kopecký

Internationale Jänner Rallye 2013 byla 1. soutěž European Rally Championship 2013 a zároveň součást rakouského a českého šampionátu. Soutěž měla 18. asfaltových zkoušek se sněhem, které se konaly 4. – 5. ledna 2013.

## Úvod
Internationale Jänner Rallye se jela jako 30. ročník. Soutěž začala v pátek v 8:21 SEČ první rychlostní zkouškou, kterou vyhrál Jan Kopecký. V pátek se jela 1. etapa a měla 10 rychlostních zkoušek, které měčily 139,28 km. V sobotu se jela poslední 2. etapa, která měla 8. rychlostních zkoušek a měřila 109,18 km. Celkově soutěž měřila 248,46 km.

## Výsledky

### Celkové výsledky
| Poz. | Jezdec               | Spolujezdec         | Auto                        | Čas       | Rozdíl  | Body  |
| ---- | -------------------- | ------------------- | --------------------------- | --------- | ------- | ----- |
| 1.   | Jan Kopecký          | Pavel Dresler       | Škoda Fabia S2000           | 2:35:45,3 |         | 25+13 |
| 2.   | Bryan Bouffier       | Olivier Fournier    | Peugeot 207 S2000           | 2:35:45,8 | +0,5    | 18+13 |
| 3.   | Raimund Baumschlager | Klaus Wicha         | Škoda Fabia S2000           | 2:37:03,4 | +1:18,1 | 15+8  |
| 4.   | Václav Pech jr.      | Petr Uhel           | Mini John Cooper Works RRC  | 2:38:32,3 | +2:47,0 | 12+8  |
| 5.   | Beppo Harrach        | Leop Welsersheimb   | Mitsubishi Lancer Evo IX R4 | 2:39:17,1 | +3:31,8 | 10+6  |
| 6.   | Kajetan Kajetanowicz | Jaroslav Baran      | Subaru Impreza STi R4       | 2:39:18,2 | +3:32,9 | 8+4   |
| 7.   | François Delecour    | Dominique Savignoni | Peugeot 207 S2000           | 2:41:06,5 | +5:21,2 | 6+3   |
| 8.   | Jaroslav Orsák       | David Smeidler      | Mitsubishi Lancer Evo IX    | 2:42:19,0 | +6:33,7 | 4     |
| 9.   | Jaromír Tarabus      | DAniel Trunkát      | Škoda Fabia S2000           | 2:43:41,3 | +7:56,0 | 2     |
| 10.  | Pavel Valoušek jr.   | Lukáš Kostka        | Peugeot 207 S2000           | 2:43:57,1 | +8:11,8 | 1+1   |

### Rychlostní zkoušky
| Den                 | Zkouška | Čas   | Jméno                           | Délka    | Vítěz                               | Čas     | Avg. spd.  | Vedoucí Rally                    |
| ------------------- | ------- | ----- | ------------------------------- | -------- | ----------------------------------- | ------- | ---------- | -------------------------------- |
| 1. etapa (4. ledna) | RZ1     | 8:21  | Pierbach 1                      | 18,99 km | Jan Kopecký Pavel Dresler           | 13:08,7 | 86,7 km/h  | Jan Kopecký Pavel Dresler        |
| 1. etapa (4. ledna) | RZ2     | 9:24  | Liebenau 1                      | 10,22 km | Raimund Baumschlager Klaus Wicha    | 7:14,6  | 84,7 km/h  | Jan Kopecký Pavel Dresler        |
| 1. etapa (4. ledna) | RZ3     | 10:10 | St. Oswald 1                    | 8,68 km  | Jaroslav Orsák David Smeidler       | 5:50,4  | 89,2 km/h  | Jan Kopecký Pavel Dresler        |
| 1. etapa (4. ledna) | RZ4     | 12:06 | Pierbach 2                      | 18,99 km | Bryan Bouffier Olivier Fournier     | 13:18,5 | 85,6 km/h  | Jan Kopecký Pavel Dresler        |
| 1. etapa (4. ledna) | RZ5     | 13:09 | Liebenau 2                      | 10,22 km | Raimund Baumschlager Klaus Wicha    | 6:25,6  | 95,4 km/h  | Raimund Baumschlager Klaus Wicha |
| 1. etapa (4. ledna) | RZ6     | 13:55 | St. Oswald 2                    | 8,68 km  | Bryan Bouffier Olivier Fournier     | 4:57,8  | 104,9 km/h | Jan Kopecký Pavel Dresler        |
| 1. etapa (4. ledna) | RZ7     | 15:52 | Pregarten 1                     | 8,80 km  | Jan Kopecký Pavel Dresler           | 4:33,5  | 115,8 km/h | Jan Kopecký Pavel Dresler        |
| 1. etapa (4. ledna) | RZ8     | 16:35 | Schönau – St. Leonhard 1        | 22,95 km | Bryan Bouffier Olivier Fournier     | 14:21,3 | 95,9 km/h  | Jan Kopecký Pavel Dresler        |
| 1. etapa (4. ledna) | RZ9     | 18:47 | Pregarten 2                     | 8,80 km  | Václav Pech jr. Petr Uhel           | 4:52,0  | 108,5 km/h | Jan Kopecký Pavel Dresler        |
| 1. etapa (4. ledna) | RZ10    | 19:30 | Schöne – St. Leonhard 2         | 22,95 km | Jan Kopecký Pavel Dresler           | 14:09,4 | 97,3 km/h  | Jan Kopecký Pavel Dresler        |
| 2. etapa (5. ledna) | RZ11    | 7:38  | Gutau 1                         | 8,27 km  | Jan Kopecký Pavel Dresler           | 4:38,5  | 106,9 km/h | Jan Kopecký Pavel Dresler        |
| 2. etapa (5. ledna) | RZ12    | 8:35  | Unterweißenbach 1               | 13,53 km | Bryan Bouffier Olivier Fournier     | 8:16,2  | 98,2 km/h  | Jan Kopecký Pavel Dresler        |
| 2. etapa (5. ledna) | RZ13    | 9:10  | Arena Königswiesen 1            | 7,79 km  | Raimund Baumschlager Klaus Wicha    | 5:09,8  | 90,5 km/h  | Jan Kopecký Pavel Dresler        |
| 2. etapa (5. ledna) | RZ14    | 11:23 | Gutau 2                         | 8,27 km  | Jan Kopecký Pavel Dresler           | 4:42,5  | 105,4 km/h | Jan Kopecký Pavel Dresler        |
| 2. etapa (5. ledna) | RZ15    | 12:20 | Unterweißenbach 2               | 13,53 km | Beppo Harrach Leop Welsersheimb     | 8:40,2  | 93,6 km/h  | Bryan Bouffier Olivier Fournier  |
| 2. etapa (5. ledna) | RZ16    | 12:55 | Arena Königswiesen 2            | 7,79 km  | Kajetan Kajetanowicz Jaroslav Baran | 5:23,3  | 86,7 km/h  | Bryan Bouffier Olivier Fournier  |
| 2. etapa (5. ledna) | RZ17    | 13:49 | Bad Zell – Tragwein – Aisttal 1 | 25,00 km | Jan Kopecký Pavel Dresler           | 13:27,2 | 111,5 km/h | Bryan Bouffier Olivier Fournier  |
| 2. etapa (5. ledna) | RZ18    | 16:07 | Bad Zell – Tragwein – Aisttal 2 | 25,00 km | Jan Kopecký Pavel Dresler           | 13:42,0 | 109,5 km/h | Jan Kopecký Pavel Dresler        |